# Синяпкин
Синяпкин — хутор в Обливском районе Ростовской области.
Входит в состав Александровского сельского поселения.

## География
На хуторе имеются две улицы — Садовая и Сосновая.

## Население
| 2010 |
| ---- |
| 54   |